# Јулијан и Василиса
Јулијан и Василиса (грч. Ιουλιανος & Βασιλισσα, умрли око 304) су били муж и жена, и поштовани су као свеци у Римокатоличкој цркви и Источној православној цркви. То су били хришћански мученици који су умрли у Антиохији или, што је вероватније, у Антиноји, у време Диоклецијанове владавине, почетком четвртог века, 6. јануара, према римском мартирологију, или 8. јануара, према грчкој Менеји. 
Не постоје историјски сигурни подаци који се односе на ове две личности, а више пута је  Јулијан из Антиноје мешан са Јулијаном из Киликије. Забуна се лако може објаснити чињеницом да се у Римском мартирологу помиње тридесет и девет светаца овог имена, од којих се осам помиње у једном месецу јануару. Али мало се зна о овом светитељу, осим претеривања његових Дела.
Српска православна црква слави их 8. јануара по црквеном, а 21. јануара по грегоријанском календару. 

## Легенда
Присиљен од своје породице да се ожени, он се са својом супругом Василисом договорио да обоје сачувају невиност, и даље ју је охрабрио да оснује женски манастир, којем је она постала старешина, док је он сам окупио велики број монаха, који су преузели. Њих двоје су претворили свој дом у болницу која је могла да прими до 1.000 људи (дакле, Јулијан се често меша са Јулијаном Хоспиталцем). 
Василиса, пошто је претрпела тешки прогон, умрла је у миру; Јулијан је живео много година, али је страдао (заједно са Келсом као младићем, Антонијем свештеником, Анастатијем и Маркијанилом, Келсовом мајком) под Диоклецијановим прогонима.

## Јулијаново мучеништво
За време прогона Диоклецијана био је ухапшен, мучен и погубљен у Антиохији, у Сирији, по наређењу намесника Марсијана, по Латинима, у Антиноји, у Египту, по Грцима, што се чини вероватнијим. Нажалост, као и код већине светаца, тачне историјске детаље је тешко раздвојити из верских тропа и максима.
Целзус, млади Маркионилин син, погинуо је заједно са Јулијаном. У исто време је пострадао и презвитер Антоније, као и преобраћеник и неофит по имену Анастасије. Такође се наводи да је убијено и седморо Марционилине браће.

## Поштовање
Јулијан и Василиса су уживали велики углед у антици, а њихово поштовање је било добро утврђено пре осмог века. У Martyrologium Hieronymianum помињу се под 6. јануаром; Усуард, Адо, Ноткер из Сент Гала и други их стављају под девети, а Рабанус Маурус под тринаести истог месеца, док их Ванделберт ставља под 13. фебруар, а Менологија Канизија под 21. јун, дан на који Грчка Менеја додели Светом Јулијану Кесаријском. Некада је у Цариграду постојала црква на призив ових светитеља, чија је посвета уписана у грчки календар под 5. јулом.
Сачуван је само фрагмент Елфрикове Муке светог Јулијана и његове жене Василисе из његових Житија светаца, али постоји традиционална легенда: њих двоје се заклињу да неће конзумирати свој брак у брачној ноћи и посветити се кланису ("чедност“). Јулијан пострада мученички одсецањем главе.

## Белешке
1. ↑  У ствари, идеја да монаси (или монахиње) живе заједно у заједницама приписује се Пахомију који је живео деценијама касније.